# اشرف وحید
اشرف وحید (انگلیسی: Ashraf Waheed Al Sebaie؛ زادهٔ ۵ ژوئیهٔ ۱۹۹۱) بازیکن فوتبال اهل بحرین است.
از باشگاه‌هایی که در آن بازی کرده‌است می‌توان به باشگاه فوتبال منامه اشاره کرد.
وی همچنین در تیم ملی فوتبال بحرین بازی کرده‌است.